# Princess Tutu - Magica ballerina
Princess Tutu - Magica ballerina (プリンセスチュチュ?, Purinsesu Chuchu) è un anime giapponese del 2002-2003 in 26 episodi complessivi, creato da Jun'ichi Satō e Ikuko Itō ed animato dalla Hal Film Maker. In Italia è stato pubblicato in DVD dalla Play Press, trasmesso in TV e reso disponibile in streaming.

## Trama
Ahiru (letteralmente "papera") è una dolcissima paperella che un giorno vede ballare un bellissimo principe, il quale dopo aver perduto il suo cuore, sacrificato per sconfiggere il malvagio Corvo, è diventato una bambola senz'anima e priva di sentimenti. Innamorata di lui ed impietosita dai suoi occhi tristi, ultimo residuo della sua personalità perduta, Ahiru desidera con tutta sé stessa di poterlo aiutare; il suo desiderio viene esaudito e grazie ad un magico medaglione donatole dal vecchio ed inquietante Drosselmeyer, diventa in una ragazza giovane, carina e goffa che frequenta una scuola di balletto. In caso di necessità il medaglione le permette di diventare Princess Tutu, magica principessa ballerina che ha il compito di ritrovare i frammenti del cuore del principe, in realtà il suo misterioso compagno di scuola e senpai Mytho, e restituirgli quindi i sentimenti perduti.
La storia esplora le conseguenze delle azioni di Ahiru/Princess Tutu e come queste influenzino la sua vita e quella di coloro intorno a lei, in particolare Rue, compagna di classe innamorata di Mytho, e Fakir, amico d'infanzia e compagno di corso di Mytho che sembra soggiogare la sua volontà, ma che in realtà ha votato la sua vita a proteggerlo da sé stesso e dal mondo esterno.
Kinkan Town, la cittadina dove si svolgono questi avvenimenti, è permeata dall'antica leggenda del Principe ed il Corvo e lentamente realtà e fiaba si fondono e diventano indistinguibili. Ahiru, Rue, Mytho, e Fakir sono destinati ad interpretare il ruolo dei personaggi dell'ultima storia scritta da Drosselmeyer, morto prima di terminare il suo lavoro. I personaggi cominciano però a resistere ai vincoli assegnati agli infausti destini che lo scrittore ha loro assegnato, e a lottare per evitare che la storia diventi una tragedia.

## La fiaba
La storia segue la trama della fiaba "Il Principe e il Corvo", dove si racconta dell'epica lotta tra il Principe contro il malvagio Corvo. Per vincere il Principe non esita a strapparsi il cuore dal petto con una magia proibita: il cuore andrà in pezzi e i suoi frammenti imprigioneranno il Corvo sotto la città. Il Principe, privato del suo cuore e dei suoi sentimenti è condannato a vagare senza meta e senza più personalità, ma la Principessa Tutu, riuscirà a recuperare e a restituirgli tutti i frammenti del suo cuore infranto, per poi scomparire trasformata in "polvere di luce" dopo avergli confessato il suo amore per lui. Il temibile Corvo però sarà di nuovo libero e solo il Cavaliere, votato alla protezione del suo Principe, con il suo coraggio e il suo sacrificio riuscirà ad averne la meglio, per poi soccombere dilaniato dai suoi artigli. Il Principe, sconfitto il suo nemico, ma senza la donna che lo amava e l'amico che l'aveva sempre protetto, dovrà continuare ad affrontare la vita da solo.

## Osservazioni
Princess Tutu contiene elementi di fiabe e di balletti classici, ed in particolare la trama generale della serie è costruita fondendo la fiaba de Il brutto anatroccolo di Hans Christian Andersen con il balletto Il lago dei cigni di Pëtr Il'ič Čajkovskij. Ogni singolo episodio, inoltre, si ispira ad un balletto che viene raccontato e spiegato, e la sua musica viene usata come colonna sonora facendo assumere alla serie anche un ruolo didattico ed introduttivo al mondo del balletto.
Anche se apparentemente la serie sembrerebbe indirizzata ad un pubblico infantile, soprattutto per il character design semplice e delicato, la storia drammatica, le atmosfere cupe e le situazioni affrontate denotano come sia invece rivolta ad un pubblico che coinvolge entrambi i target shōjo e shōnen e una fascia d'età molto ampia, poiché vi sono vari livelli di lettura narrativi e di comprensione della storia, strutturati in modo tale che si crei un gioco di specchi tra realtà e fiaba intrecciate al punto da non riuscire più a distinguerle.

## Personaggi
Ahiru (あひる?) / Princess Tutu (プリンセスチュチュ?, Purinsesu Chuchu)
Doppiata da: Nanae Katou (ed. giapponese), Beatrice Margiotti (ed. italiana)
Età: 13 anni
Ruolo: cigno bianco Odette
Apparentemente è una goffa ragazzina tredicenne che frequenta una scuola di ballo di Kinkan Town. Quando comincia a fare strani sogni dove si vede come una paperella, con sgomento si rende conto che la sua memoria non va indietro nel tempo se non per qualche giorno soltanto: forse lei è veramente una papera, trasformata per magia in ragazza per qualche scopo misterioso.
In realtà Ahiru ("papera" in giapponese) è stata scelta dallo scrittore Drosselmeyer per impersonare la Principessa Tutu, e permettere alla sua fiaba "Il Principe e il Corvo" di essere portata a compimento. La Principessa Tutu è un personaggio secondario della storia, il cui compito è quello di recuperare i frammenti del cuore infranto del Principe e di restituirglieli, ridandogli così l'anima e la personalità perduta. Nel racconto la Principessa è condannata a trasformarsi in polvere dopo avergli confessato il suo amore per lui.
Ahiru scopre che il Principe della fiaba è impersonato da Mytho, uno studente delle classi superiori di cui lei, goffa e strana com'è, è innamorata senza speranza. Come Principessa Tutu dovrà quindi portare a compimento quanto scritto nella storia, tentando però di non andare incontro alla triste fine a cui sembra essere destinata.
Mytho (みゅうと?, Myūto)
Doppiato da: Naoki Yanagi (ed. giapponese), Federico Di Pofi (ed. italiana)
Età: sconosciuta
Ruolo: principe Siegfried
Non si sa quale sia la sua origine. È stato trovato da Fakir che l'ha condotto a casa sua dove ha vissuto come un fratello, quando era ancora un ragazzino. Mytho non è il suo vero nome, è stato chiamato così da Fakir perché gli ricordava il mito del Principe nella fiaba "Il Principe e il Corvo". Mytho infatti non ha più il cuore ed è ridotto ormai ad un guscio vuoto senz'anima, personalità e sentimenti. Quando uno dei frammenti verrà immerso nel sangue del Grande Corvo e rimesso al suo posto, inizierà a mostrare tratti crudeli e sadici, soprattutto contro Rue, fino a prendere l'aspetto di un corvo.
Fakir (ふぁきあ?, Fakia)
Doppiato da: Takahiro Sakurai (ed. giapponese), Daniele Barcaroli (ed. italiana)
Età: 17
Ruolo: cavaliere
Ha votato la sua vita a proteggere Mytho contro gli altri e contro anche sé stesso, dopo essersi reso conto che il suo amico fraterno, totalmente privo di sentimenti, è assolutamente indifeso. Quando si rende conto che la sua vita e quella di coloro che lo circondano si sta stranamente trasformando nella fiaba "Il Principe e il Corvo", lotta con tutte le sue forze contro la Principessa Tutu e il destino, affinché i frammenti del cuore infranto di Mytho non vengano recuperati. Fakir sa infatti che nella fiaba lui rappresenta il Cavaliere, come testimoniato dalle cicatrici che gli attraversano il busto, ed è terrorizzato dalla terribile morte che la storia gli riserva. Alla fine si rende però conto che non è giusto che Mytho passi la sua vita ridotto ad una bambola senz'anima e aiuterà la Principessa Tutu a portare a termine il suo compito, tentando di sovvertire l'infausto finale della storia. Nella seconda parte della storia si scopre che è un discendente di Drosselmeyer, e ne ha ereditato il potere di rendere reali i racconti scritti di suo pugno, ma non può riscriverne; quando da bambino ci aveva provato, uno stormo di corvi aveva ucciso i suoi genitori. Vive col padre adottivo Charon.
Rue (るう?, Rū) / Princess Kraehe (プリンセスクレール?, Purinsesu Kurēru)
Doppiata da: Nana Mizuki (ed. giapponese), Emilia Costa (ed. italiana)
Età: 14
Ruolo: cigno nero Odile
Compagna di corso di Ahiru, inizialmente fa coppia fissa con Mytho. Lei lo ama perdutamente e non le interessa che Mytho, svuotato del cuore e dell'anima, non provi nulla per lei. In realtà Rue è la Principessa Kraehe ("corvo" in tedesco), la figlia del Grande Corvo; nel finale della serie si scoprirà che i corvi la rapirono che era ancora una neonata per essere cresciuta come figlia del Corvo, bevendone il sangue. Inizialmente osteggia la Principessa Tutu, sua rivale in amore, che restituendo il cuore a Mytho potrebbe scuoterlo dalla sua apatia, ma poi si rende conto che portando a termine il suo lavoro la Principessa Tutu inconsapevolmente libererà il Grande Corvo, seguendo fino in fondo la tragica storia che tutti stanno impersonando.

## Sigle

### Giapponesi
Sigla iniziale
Morning Grace (Ritsuko Okazaki) cantata da Ritzuko Okazaki; usata anche come sigla finale per l'episodio 13
Sigla finale
Watashi no ai wa chiisai keredo (私の愛は小さいけれど?) (Ritzuko Okazaki) cantata da Ritsuko Okazaki

### Italiana
- Princess Tutù (S. Verduci - S. Verduci, G. De Stefano) cantata da Santo Verduci

## Doppiaggio ed edizione italiana
| Personaggi            | Voce originale     | Voce italiana      |
| --------------------- | ------------------ | ------------------ |
| Ahiru / Princess Tutu | Nanae Katou        | Beatrice Margiotti |
| Rue / Princess Kraehe | Nana Mizuki        | Emilia Costa       |
| Mytho                 | Naoki Yanagi       | Federico Di Pofi   |
| Fakir                 | Takahiro Sakurai   | Daniele Barcaroli  |
| Edel                  | Akiko Hiramatsu    | Antonella Rinaldi  |
| Maestro gatto         | Yasunori Matsumoto | Alberto Angrisano  |
| Il corvo              | Takayuki Sugō      | Fabrizio Temperini |
| Drosselmeyer          | Noboru Mitani      | Fabrizio Temperini |
| Voce narrante         | Kyoko Kishida      | Antonella Rinaldi  |

Il doppiaggio è stato realizzato a cura della Play Press Publishing e distribuito in DVD fra il 2006 ed il 2007: questa edizione manteneva le sigle originali giapponesi e, come le altre pubblicazioni dell'editore, non indicava il cast di doppiaggio italiano, che quindi è in parte ignoto. L'adattamento dei dialoghi italiani di questo anime è caratterizzato dalla scelta di mantenere dopo alcuni nomi dei personaggi gli onorifici giapponesi (ad esempio "-chan" o "-senpai"), nonostante la serie abbia un'ambientazione volutamente indeterminata, più tedesca che giapponese. 
La serie venne poi trasmessa su alcune televisioni locali: prima nel 2008 sull'emittente locale campana Napoli Tivù, poi nel 2011 su Telemilano Più Blu Lombardia all'interno del contenitore Contactoons, in cui la serie ottenne un'omonima sigla italiana scritta e cantata da Santo Verduci. La serie è stata poi replicata sul canale satellitare JimJam dal 1º settembre 2012 tutti i giorni alle 22:10, questa volta rimettendo le sigle giapponesi, e dopo alcuni anni di assenza sarà ritrasmessa ancora su Contactoons, nel frattempo spostatosi sulla syndication CaféTV24, dall'8 ottobre 2016, il sabato e la domenica alle 18:00, con la sigla italiana. La stessa trasmissione ha offerto da gennaio 2017 anche lo streaming ufficiale della serie sul proprio canale YouTube; al 2021, la serie non è più disponibile.

## Episodi
In Giappone Princess Tutu è stato trasmesso in due stagioni per un totale di 26 episodi: la prima è costituita da 13 episodi di circa mezz'ora l'uno, mentre i 13 episodi della seconda serie (a parte l'ultimo) sono stati trasmessi divisi in due parti di circa un quarto d'ora per motivi di palinsesto: questo ha portato alcune fonti a segnalare erroneamente in 38 il numero degli episodi complessivi. Gli episodi spezzati sono stati poi riuniti nelle edizioni DVD.

## Manga
L'adattamento manga della serie è stato scritto da Mizuo Shinonome ed è stato pubblicato in Giappone dall'editore Akita Shoten nella rivista Champion Red, dedicata ai manga shōnen, ed è stata raccolta in due tankōbon nel 2003. In Italia è stato pubblicato nel 2006 da Play Press prima dell'importazione della serie animata. Rispetto alla controparte animata la storia è molto più semplice, Ahiru è una ragazza umana a cui viene donato un ciondolo magico per trovare i frammenti del cuore di Mytho, diviso dal ragazzo stesso quando il Corvo provò ad impossessarsi del suo potere di fare piccoli miracoli.

### Volumi
| Nº | Data di prima pubblicazione | Data di prima pubblicazione |
| Nº | Giapponese                  | Italiano                    |
| -- | --------------------------- | --------------------------- |
| 1  | 13 marzo 2003               | 30 marzo 2006               |
| 2  | 17 luglio 2003              | 30 maggio 2006              |